# Buprenorphin
Buprenorphin (alternativ stavemåde buprenorfin) er et syntetisk opioid, der anvendes i forbindelse med behandling af smerter og opioidafhængighed. Buprenorphin markedsføres under navne som Subutex og Temgesic.

## Farmakodynamik
Buprenorphin er en partiel agonist/antagonist der virker på μ- og κ-opioidreceptorer i centralnervesystemet. Stoffet er langt mere potent end morfin i lave doser, men i modsætning til hvad der er tilfældet for fuldagonister som morfin og heroin, opnås der ved større doser hurtigere en maksimaleffekt, som er noget lavere. Blandt andet hæmmes respirationen langt mindre, hvilket gør buprenorphin til et relativt sikkert præparat i forbindelse med overdoseringer. Brugere af andre opioider vil på grund af de antagonistiske egenskaber opleve akutte abstinenssymptomer, hvis tilførslen af buprenorphin ophører uden forudgående nedtrapning. Buprenorphin er som alle andre opioider stærkt vanedannende.
Effekten ved vedligeholdelsesbehandling tilskrives blandt andet den langsomme reversible binding til μ-receptorerne, hvilket over en længere periode reducerer den misbrugende patients behov for narkotiske stoffer.

## Farmakokinetik
Buprenorphin anvendes som regel i form af sublingaltabletter, fordi biotilgængeligheden ved optagelse igennem tarmen er næsten nul, på grund af den store førstepassagemetabolisme i leveren og N-dealkylering og glukuronidering i tyndtarmen. Biotilgængeligheden sublingualt er ca. 30%.
Stoffet metaboliseres hovedsageligt i leveren, og en mindre del udskilles via nyrene.
Buprenorphin distribueres til vævene med en initial halveringstid på ca. 5 timer. Den terminale elimineringsfase er imidlertid på 20 til 25 timer på grund af den entero-hepatiske recirkulering og præparatets meget lipofile natur.

## Buprenorphin vs metadon
Metadon har længe været det dominerende præparat i forbindelse med den medicinske behandling af opioidafhængighed i Danmark. Buprenorphin bruges dog i stigende grad, og i stadig højere doser. Hovedfordelen er sikkerhedsprofilen. Anvendelse af metadon er hvert år årsag til adskillige dødsfald, mens der næsten ikke er registeret nogen dødsfald, hvor buprenorphin alene har været årsagen. Buprenorphin giver langt færre abstinenssymptomer end metadon, ved forsøg på at nedsætte og afslutte brugen af stoffet. I forbindelse med behandlingen af opioidafhængige, hvor målsætning er helt af afslutte brugen af opioider, er buprenorphin et klart førstevalg.
Buprenorphin virker langt mindre sløvende end metadon, hvilket i de fleste tilfælde er en fordel. I enkelte tilfælde er den sløvende virkning af metadon dog ønskelig, for eksempel ved ADHD eller angstproblematikker. Der er derfor ikke grund til at tro at buprenorphin fuldstændigt vil afløse metadon.